# Alfoz de Quintanadueñas
Alfoz de Quintanadueñas – gmina w Hiszpanii, w prowincji Burgos, w Kastylii i León, o powierzchni 41,51 km². W 2011 roku gmina liczyła 1994 mieszkańców.